# Легенда Феррари
«Леге́нда Ферра́ри» — российский художественный детективный телесериал Константина Максимова. Премьерный показ состоялся с 20 по 24 января 2020 года на «НТВ». Сериал имеет возрастной рейтинг +16. в 1 сезоне вышло 12 эпизодов продолжительностью 45 минут.

## Сюжет
Сюжет фантазийный. Крым, лето 1920 года. После неудачного покушения на барона Врангеля и гибели агентов разведуправления РККА большевикам нужен новый хитроумный план по реализации «Крымской миссии». На это дело назначают лучшего агента — Елену Голубовскую, которая свободно владеет пятью языками. В Крыму Голубовская появляется уже как Эль Феррари — одарённая итальянская поэтесса, рождённая в Санкт-Петербурге (прототип — Ольга Фёдоровна Ревзина). Её задачей становится не только физическое устранение Врангеля с целью деморализации белой армии, но и руководство операцией по похищению золотой казны белогвардейцев. Всем планам неожиданно мешает немец Максимилиан Эрмлер, журналист одной из местных газет, оказавшийся по совместительству резидентом британской разведки.

## В ролях
- Ольга Погодина — Елена Голубовская
- Павел Делонг — Максимилиан Эрмлер, журналист местной газеты «Крым»
- Константин Крюков — Яша Попов, помощник Елены
- Николай Добрынин — полковник Александр Иванович Гаев, начальник белогвардейской контрразведки
- Александр Бухаров — барон Врангель, главнокомандующий
- Алёна Ковалёва — баронесса Врангель
- Марк-Малик Мурашкин — Петя, сын генерала
- Дмитрий Исаев — штабс-капитан Владимир Спесивцев, адъютант главнокомандующего
- Ева Авеева — Варя Спесивцева, сестра адъютанта
- Сергей Горобченко — Каневский, помощник Эрмлера
- Юлия Беретта — мадам Каневская, хозяйка притона
- Дина Ковалёва — Тая, девушка Макса
- Андрей Пермяков — Антонов, командующий РККА
- Леван Мсхиладзе — Менжинский, начальник Особого отдела ВЧК
- Евгений Коряковский — Семён Урицкий
- Никита Салопин — Игнатий Ковров, руководитель Севастопольского подполья
- Александр Рагулин — Курёхин, командир красных партизан Крыма
- Иван Кожевников — Раскин, агент большевиков
- Василий Седых — Николай Сапронов, агент большевиков
- Илья Синькевич — Шакро-Цыган, агент большевиков
- Сергей Тезов — лорд Майкл Элингтон, британский консул
- Михаил Мухин — английский шпион
- Евгений Бакалов — Отто Бухвальд, инженер
- Поля Полякова — Джуди Вульф, представитель МИ-5
- Артём Михалков — Карл Брюнер, инженер
- Денис Карасёв — Максим Горький
- Игорь Хрипунов — Даго
- Самвел Мужикян — Фредерике Папа, капитан лайнера «Adria»
- Михаил Химичев — Томас Грубер, немецкий разведчик

## Съёмки
В основе сценария фильма — архивные документы и реальная история агента особого назначения Ольги Ревзиной. Несмотря на немалый послужной список разведчицы, известно о ней довольно немного. Съёмочной группе сериала пришлось по крупицам собирать историю героини Ольги Погодиной: «Даже в музеях разведки нашей страны, в которых я побывала, фамилий и имён-отчеств агентов, как правило, не указывается. Только порядковый номер. Агентурные псевдонимы и то раскрываются не всегда. Карточка, которая хранится в музее, — пустая, там ничего не написано. Только личный номер и орден, например».
За «Легенду Феррари» отвечали два сценариста — Пётр Гладилин (работал над сценарием «Аврора») и Константин Максимов (работал над сериалом «Маргарита Назарова»). Максимов также выступил как режиссёр сериала. Сложный и противоречивый образ разведчицы и поэтессы на экране воплотила Ольга Погодина («Мужчина в моей голове»). Создатели сериала решили ограничить использование в фильме творчества Феррари и использовали стилизованные под поэзию разведчицы собственные произведения. По словам Погодиной, занимавшейся разработкой проекта и в качестве продюсера, специально для «Легенды Феррари» стихи сочиняли Гладилин и Максимов, а также журналист Наталья Пискарёва-Григорьева. Они составили экранную книгу Эль Феррари, которую ей по сюжету помогает редактировать вымышленный герой актёра Константина Крюкова.
Натурные съёмки фильма проходили в Крыму. Сюжет картины подвергся детальной проработке. Воссозданию эпохи соответствуют пейзажи Крыма и узнаваемые виды Севастополя. Большая работа проведена над костюмами и декорациями для точного попадания в приметы времени.
Планируется второй сезон сериала о деятельности Эль Феррари в Европе.